# عرق الشمال

يُظهر رجل هنري كين، الماضي والحاضر (1899) الدانماركي كمثال على عرق الشمال

عرق الشمال هو أحد الأجناس الفرعية المفترضة التي قسم فيها بعض علماء الأنثروبولوجيا في أواخر القرن التاسع عشر ومنتصف القرن العشرين الجنس القوقازي. يوجد معظم سكان شمال أوروبا في أوروبا الشمالية،  خاصةً بين السكان في المناطق المحيطة ببحر البلطيق ، مثل البلطيق والشعوب الجرمانية وفنلندية البلطيق وبعض السلت والسلافيين . وصفت السمات الجسدية لبلدان الشمال الأوروبي عيون وبشرة فاتحة وقامة طويلة وجمجمة دوليفوسيفيك. تم وصف السمات النفسية لبلدان الشمال الأوروبي بأنها صادقة ومنصفة وتنافسية وساذجة. الأجناس الفرعية الأخرى هي سلالة ألبية، عرق الدينيك، سلالة إيرانية أفغانية، عرق شرق البلطيق، وعرق متوسطي. في أوائل القرن العشرين، أدت المعتقدات بأن عرق الشمال يشكل الفرع الأعلى لجنس القوقاز إلى ظهور أيديولوجية الشمال. على الرغم من أن هذه الإيديولوجية قد فقدت مصداقيتها منذ ذلك الحين، فإن مفهوم العرق الفرعي الشمالي لا يزال قيد الاستخدام بين علماء علم الإنسان الحيوي.

## نظريات أوائل القرن العشرين

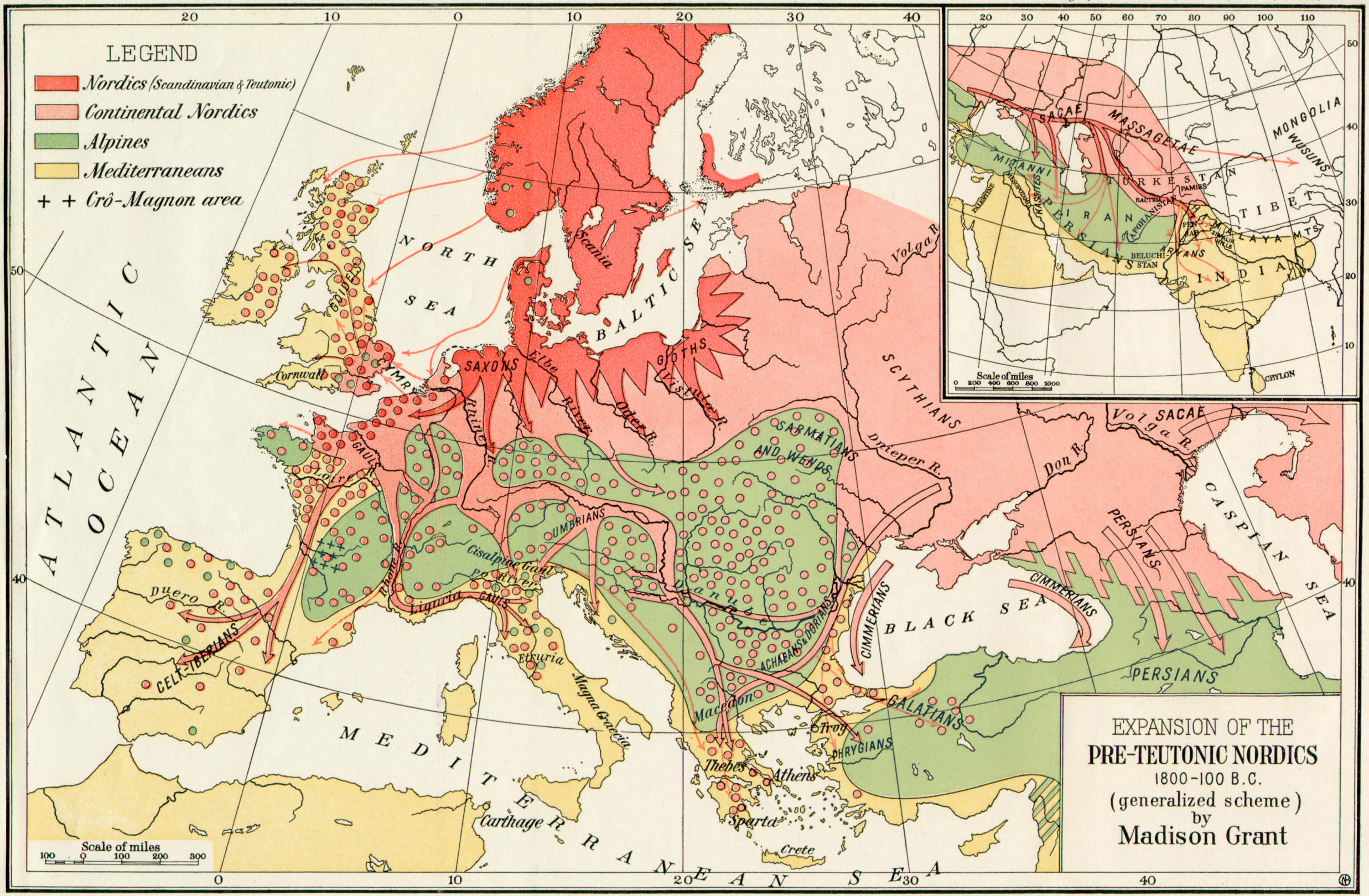
"توسيع بلدان الشمال الأوروبي قبل توتوني" - خريطة من مرور الاعراق العظيم بواسطة ماديسون غرانت تُظهر الهجرات المبكرة لبلدان الشمال الأوروبي.

بحلول عام 1902، حدد عالم الآثار الألماني غوستاف كوسينا الآريين الأصليين ( الهنود الأوربيون البدائيون ) بثقافة شمال ألمانيا لحضارة الخزف المحزم. لقد وضع أورهايمات الهندية الأوروبية في شليسفيغ هولشتاين، بحجة أنها قد توسعت في جميع أنحاء أوروبا من هناك. بحلول أوائل القرن العشرين، كانت هذه النظرية راسخة، على الرغم من أنها بعيدة عن أن تكون مقبولة عالميًا. سرعان ما استخدم علماء الاجتماع مفهوم «العرق الأشقر» لنمذجة هجرات العناصر المفترض أن تكون أكثر ابتكارية في مجال السكان الأوروبيين.